# Icterus cucullatus
El turpial enmascarado  (Icterus cucullatus) también conocido como bolsero cuculado, bolsero encapuchado, bolsero encapuchinado, bolsero zapotero, chorcha de capucha, chorcha rojiza o turpial zapotero, es una especie de ave paseriforme de la familia de los ictéridos (Icteridae). Es originaria de América del Norte y Centroamérica.

## Descripción

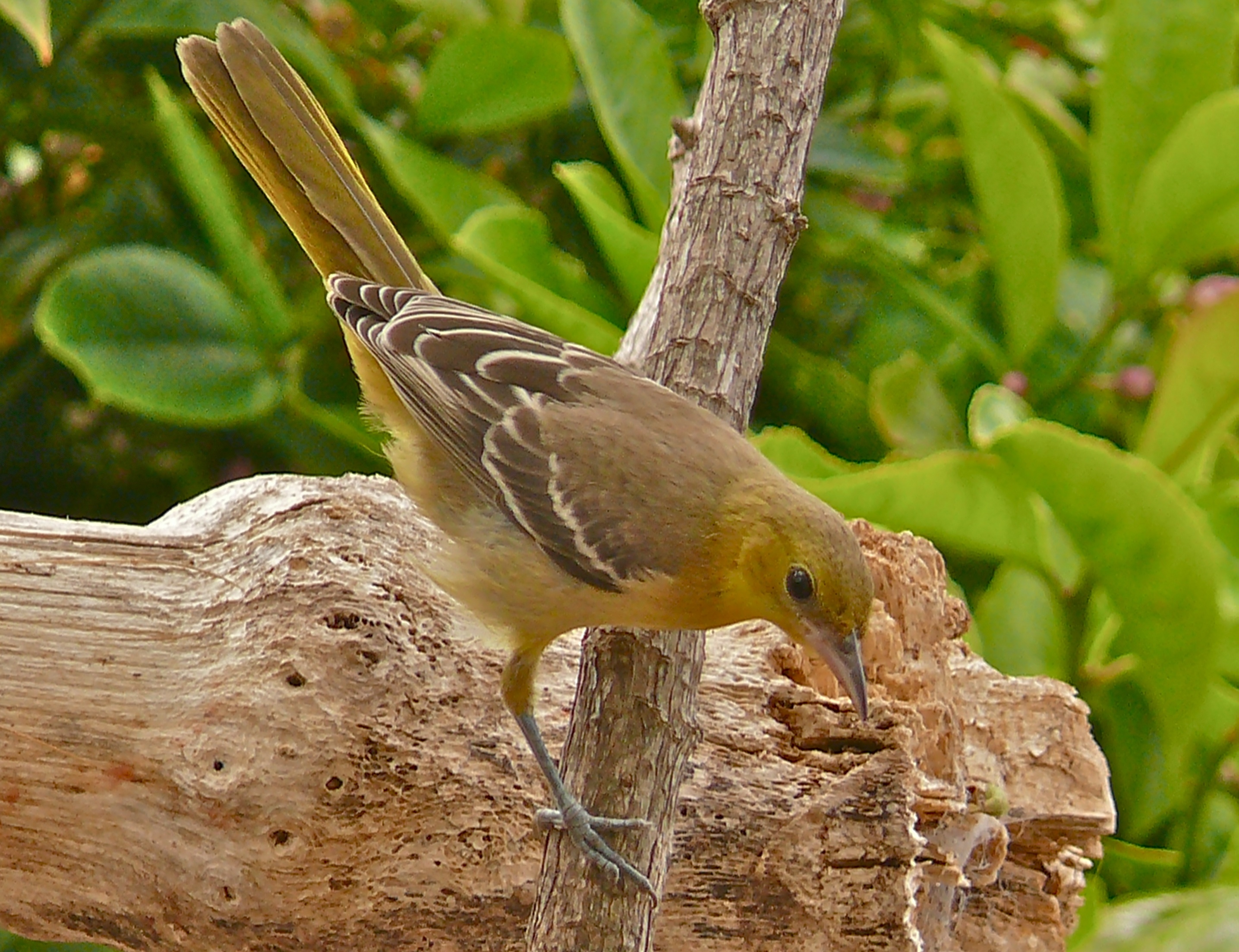
Juvenil en California

Es de unos 18 a 20 cm de largo. Hay un fuerte dimorfismo sexual en esta especie. El macho adulto tiene la corona, las mejillas, la rabadilla y partes inferiores de color amarillo o amarillo-naranja, la espalda, las alas y la cola son de color negro, con un parche que cubre sus ojos hasta la parte superior pecho. 
Las hembras adultas son de color verde oliva en la parte superior, de color amarillento en el pecho y el vientre, la espalda y las alas son de color grisáceo, a veces con dos bandas oscuras.
Ambos sexos tienen dos barras blancas en las alas, la parte superior más ancha y más cortante que la parte inferior, no siempre visibles. Su pico es negro con gris plateado en la base, especialmente en la mandíbula inferior. Sus patas son de color gris plata.
Los juveniles se parecen a la hembra adulta.

## Distribución y hábitat
Su hábitat de cría son las áreas abiertas arboladas, especialmente palmeras a través del sudoeste de Estados Unidos y el norte de México.
El límite norte de su distribución corre a través del centro de California, Texas, Arizona y Nuevo México.
Las poblaciones en el sur de Estados Unidos y norte de México, es decir su área de distribución septentrional, están presentes desde marzo hasta mediados de septiembre y migran al sur en invierno. Estas poblaciones invernan en el oeste de México, el sur del estado de Sonora y el estado de Oaxaca. 
Las poblaciones en el sur de Texas, el este de México, Yucatán y Baja California y Belice son residentes todo el año.

## Sistemática
Esta especie fue descrita por primera vez por Philipp Ludwig Statius Müller en 1776. Originalmente fue colocado en la familia Icteridae, la especie fue considera temporalmente parte de la familia Fringillidae en la clasificación de Sibley-Ahlquist. Posteriormente la American Ornithologists' Union, la European Ornithologists' Union y el Congreso Ornitológico Internacional le restauró a su estado anterior en la familia Icteridae.
Tiene varias subespecies:
- Icterus cucullatus cucullatus (Swainson, 1827);
- Icterus cucullatus Igneus (Ridgway, 1885);
- Icterus cucullatus nelsoni (Ridgway, 1885);
- Icterus cucullatus sennetti (Ridgway, 1901);
- Icterus cucullatus trochiloides (Grinnell, 1927).